# La Casa de los mil pasillos
House of Many Ways es una novela de fantasía para jóvenes adultos escrita por Diana Wynne Jones . La historia es desarrollada en el mismo mundo que las obras El castillo ambulante de Howl y El castillo en el aire .

## Resumen
Charmain Baker ha llevado una vida respetable y relajante. Ha pasado sus días metiendo la nariz en libros, sin aprender nunca a hacer ni siquiera las tareas domésticas más banales. Cuando de repente termina cuidando la pequeña cabaña de su tío abuelo William enfermo, parece feliz por la aventura, pero la fácil tarea de cuidar la casa se complica por el hecho de que el tío abuelo William también es el mago real Norland y su Casa mágica dobla el espacio y el tiempo.
Aunque su tarea principal debería ser restaurar el caos que dejó William en la casa, Charmain carece casi por completo de conocimientos mágicos. Sin embargo, de manera sorprendente, comienza a utilizar la magia de formas inesperadas. La única puerta de la casa tiene la capacidad de llevarla a lugares diversos, desde otras habitaciones como la cocina hasta destinos distantes como el Palacio Real e incluso épocas pasadas. Durante sus primeros días en la casa encantada, se encuentra cuidando a Waif, un perro callejero con habilidades mágicas, se enfrenta a un desagradable lubbock, comparte techo con Peter, un joven aprendiz de mago confundido, intenta dominar algunos hechizos de la biblioteca de William y trata con un clan de diminutas criaturas azules conocidas como Kobolds.
Cuando Charmain se ve envuelta en una desafiante misión para solucionar los problemas financieros del reino, se encuentra con Sophie Pendragon, el hijo de esta, Morgan, una encantadora niña llamada Twinkle y el demonio de fuego Calcifer. Un incidente provocado por Twinkle lleva a Charmain a encontrarse en el tejado de la Mansión Real. Pronto se ve inmersa en la tarea de sanar el reino de sus aflicciones y desenterrar el antiguo y místico Elfgift perdido hace mucho tiempo.

## Personajes principales
Charmain panadero
Ella es una chica de rostro delgado y cabello pelirrojo que también es conocida como "Miss Charming", probablemente debido a la similitud de su nombre. Creció en un ambiente familiar "respetable" para ser "respetable"; como resultado, no sabe hacer mucho además de leer (por ejemplo, no sabe cómo usar agua caliente para preparar té) y tiene poco interés en otra cosa que no sea leer libros. Debido a que a menudo está tan concentrada en un solo aspecto de una situación, es posible que no pueda ver el panorama más amplio. Tiene las habilidades de una bruja, heredadas de su familia por parte de su padre, quien le reveló que usa magia en su cocina, pero su madre la crio para pensar que la magia era vulgar: cuando está enojada, literalmente puede forzarla. cualquier cosa suceda gritando en voz alta lo que quiere, una técnica que ella misma admite que es bastante tosca. La ambición de Charmain es convertirse en bibliotecaria y se ve envuelta en el misterio del oro real perdido cuando viene a ayudar al rey a clasificar documentos en la biblioteca real. En última instancia, ella es aprendiz de su tío, junto con Peter, para cultivar sus dones mágicos. Ella y Peter comienzan con una relación difícil que poco a poco va mejorando; también se hace amiga de Howl (como "Twinkle"), Calcifer y Sophie.
Peter Regis
Es un niño de la edad de Charmain que llega a la casa del mago Norland mientras ella la esta cuidando, afirmando que será el aprendiz del mago. Charmain lo acepta leyendo una carta que Peter escribió en el escritorio del tío abuelo William, que ella se había perdido antes de su llegada, debido a que había muchas cartas que contenían las palabras "aprendiz" y "esperanzador", por lo que había asumido su La carta era otra pidiendo un aprendizaje. Por alguna razón, nunca puede hacer bien un hechizo (aunque lo hace perfectamente, siempre sucede algo malo) y causa problemas a izquierda y derecha, y tiene que atar hilos de colores a sus pulgares para distinguir la izquierda de la derecha. Sin embargo, Peter tiene más experiencia en tareas domésticas prácticas que Charmain, aunque no tiene idea de cómo cocinar. Al principio, los dos tienen problemas para llevarse bien debido a la confianza de Peter y la altivez de Charmain, pero poco a poco empiezan a llevarse mejor. Su madre es Matilda, la Bruja de Montalbino, y su padre murió en una avalancha.
William Norland
El hechicero real de High Norland es enviado para que los elfos lo cuiden cuando cae enfermo (se descubre que esto es causado por huevos de Lubbock). Se ha acordado que Charmain, una pariente lejana, se hará cargo de su casa mientras él esté fuera. Charmain lo conoce como el tío abuelo William y, aunque no está presente en la casa, le deja instrucciones mágicas si Charmain tiene problemas para manejar las cosas en la casa. Su voz se describe como amable y muchos lo respetan, incluido el Mago Howl.
Sophie Pendragón
Antes de casarse, era conocida como Sophie Hatter. Sophie, una encantadora y poderosa bruja con cabello rojo dorado de Ingary, es capaz de convertir objetos con magia. Tiene un hijo pequeño llamado Morgan y está casada con el mago Howl. Ella asume la tarea de tratar de resolver un misterio para el rey de High Norland, pero queda consternada cuando su esposo decide seguirla a High Norland, trayendo a Calcifer y Morgan para ayudarla. A regañadientes, le divierten las payasadas de su marido como "Twinkle", y está completamente molesta por el grado de disfrute de su segunda infancia.
Howl Pendragón
Conocido también como los Grandes Magos Pendragon o Jenkins y uno de los Grandes Magos Reales de Ingary, Howl es un hechicero extravagante, guapo e increíblemente inteligente de inmensa habilidad mágica, que también es el marido de Sophie. Se transforma en el niño ceceo ridículamente adorable llamado Twinkle, y afirma que Sophie es su "tía" para entrometerse en el misterio de que se suponía que solo Sophie estaba involucrada, ya que el Rey no puede "robar furtivamente" al gran mago real de otra persona para que lo ayude. . Howl descubre dónde estaba escondido el oro perdido del rey y dónde está el regalo élfico, con la ayuda de Sophie (quien se ve obligada a guardar su secreto a regañadientes) y Charmain, en quien reconoce un potencial mágico latente.
Calcifer
Es un poderoso demonio de fuego multicolor, que originalmente era una estrella fugaz, que vive con Sophie y Howl y mueve su castillo. Debido a sus tremendos poderes, es capaz de percibir la naturaleza mágica inherente de Charmain, al igual que lo hizo con Sophie Hatter. Resulta esencial para frustrar los planes de los Lubbock. Sophie también cree que colaboró con Howl al no hacer ningún esfuerzo por detener el llanto de Morgan y, por lo tanto, usarlo como excusa para unirse a Sophie en su tarea.
Morgan Pendragón
El primogénito de Howl y Sophie tiene casi dos años, es extremadamente ruidoso y bastante travieso y tiene un ligero problema al pronunciar las "T". Cuando Sophie se va a High Norland, deja a Morgan al cuidado de Howl y Calcifer y está indignada por la decisión de Howl de seguirla. Howl usa a Morgan como excusa para ser "Twinkle", ya que no pudieron lograr que dejara de llorar por Sophie (aunque luego admite que ni siquiera lo intentó). Cuando Howl se transforma nuevamente, Morgan se alegra de ver a su padre nuevamente, pero después de un rato se queja del niño que cecea, "Dinkle". Ha heredado la magia de sus padres, ya que cuando pidió juguetes en el palacio y se los negaron, hizo un berrinche e hizo que aparecieran juguetes de la nada.
Niño abandonado
Es un raro perro encantado que se hace amigo de Charmain. Charmain se da cuenta de que Waif probablemente poseía poderes mágicos a lo largo del libro, y esto se confirma cuando la Bruja de Montalbino le dice a Charmain que Waif tiene raras cualidades mágicas. Una de esas cualidades es que cuando Charmain llegó por primera vez, se tomó a Waif como un perro macho, pero luego cambió su género para que coincidiera con el de Charmain, la razón era que Waif le tenía mucho cariño. El tío abuelo William originalmente trajo a Waif a su casa como un perro callejero poco antes de que Charmain viniera a cuidar su casa. Waif es más de lo que parece y, aunque de tamaño pequeño, consume grandes cantidades de comida, aunque esto puede deberse a que queda embarazada, siendo el padre el perro de la cocinera real (un evento del que Charmain solo se da cuenta al final del libro). ).
Rey Adolfo X
El anciano y empobrecido monarca de High Norland vive en la Mansión Real. Tiene una hija, la princesa Hilda, y es un buen amigo del tío abuelo William. Él y la princesa Hilda han estado luchando por organizar los libros en la Biblioteca Real para encontrar el oro perdido del rey, pero han logrado pocos avances. Le gustan mucho los pasteles y los bollos y es de buen humor. Muestra amable hospitalidad y paciencia con Charmain, quien asume que ella es una plebeya que se impone a una familia real, aunque empobrecida.
Princesa Hilda
Ella es la princesa anciana y soltera de High Norland e hija del rey Adolfo. Ella fue una de las princesas secuestradas por el djinn Hasruel en Castle in the Air y responsable de traer al amigo de Abdullah, Jamal, acompañado de su perro, para que fuera la cocinera de la familia real. Como conoce a Sophie, Hilda la invita a High Norland para resolver el misterio del tesoro real desaparecido.
Lubbock
Es una criatura horriblemente malvada parecida a un hombre con piel morada, alas y cara de insecto. Lubbock puede "poner" huevos dentro de las criaturas sin que ellas se den cuenta. En el caso de los machos, el huevo que eclosiona primero consume los otros huevos de lubbock y el macho muere. Para una hembra, el huevo que eclosiona primero consume los otros huevos de lubbock y ella da a luz normalmente y luego generalmente muere. El resultado del nacimiento de una mujer humana es un lubbockin que parece mayormente humano excepto por los ojos morados o la piel teñida de púrpura. El lubbock que se ve en el libro desea gobernar High Norland colocando al lubbockin Ludovic en el trono y usándolo como rey títere.